# Blackfriars (wijk)
Blackfriars is een wijk in het centrum van Londen, in de zuidwestelijke hoek van de City of London.
De naam Blackfriars werd voor het eerst gebruikt in 1317 (komend van Black Freres van het Franse 'frère' wat 'broer' betekent) en is afgeleid van de zwarte cape gedragen door de Dominicanen die hun priorij van Holborn naar het gebied tussen de Theems en Ludgate Hill verplaatsten omstreeks 1276. Eduard I gaf daarbij toestemming om de stadsmuur van Londen, die zich tussen de rivier en Ludgate Hill bevond, rond hun gebied te herbouwen. De priorij werd gebruikt voor grootse gelegenheden van de staat, inclusief vergaderingen van het Parlement en de Privy Council, staatsbezoeken, zoals dat van Keizer Karel V in 1522, evenals de locatie voor een echtscheidingshoorzitting in 1529 van Catharina van Aragon en Hendrik VIII. De priorij werd uiteindelijk gesloten in 1538 als een gevolg van Henry's ontbinding van de kloosters. Catharina Parr, de zesde en laatste echtgenote van Henry VIII, werd bij Blackfriars geboren.
Een deel van de gebouwen werd vervolgens verhuurd aan een groep ondernemers die er het Blackfriars Theatre oprichtten, niet ver van Shakespeares Globe Theatre dat zich bijna direct aan de andere kant van de rivier bevond. In 1632 verwierf de Society of Apothecaries (een formele brancheorganisatie) het pension van het klooster en vestigde daar hun zetel. Het gebouw werd verwoest in de grote brand van Londen, maar de Society herbouwde hun zetel en Apothecaries Hall is tot heden nog steeds gevestigd in Blackfriars.
Het gebied is nu de locatie van station London Blackfriars en vormt het noordelijke bruggenhoofd voor zowel de Blackfriars Bridge als de Blackfriars Railway Bridge. Aan de wegbrug bevindt zich ook de Blackfriars Millennium Pier, een halte voor rivierbusdiensten verzorgd door London River Services.
De Victoria Embankment strekt zich uit langs de noordoever van de rivier ten westen van Blackfriars naar Westminster Bridge.
De oudere delen van Blackfriars zijn regelmatig gebruikt als filmlocatie in film en televisie, met name voor moderne films en feuilletons in het victoriaans tijdperk, waaronder de langspeelfilm Sherlock Holmes en de Britse televisieserie David Copperfield uit 1999.